# Bagger 288

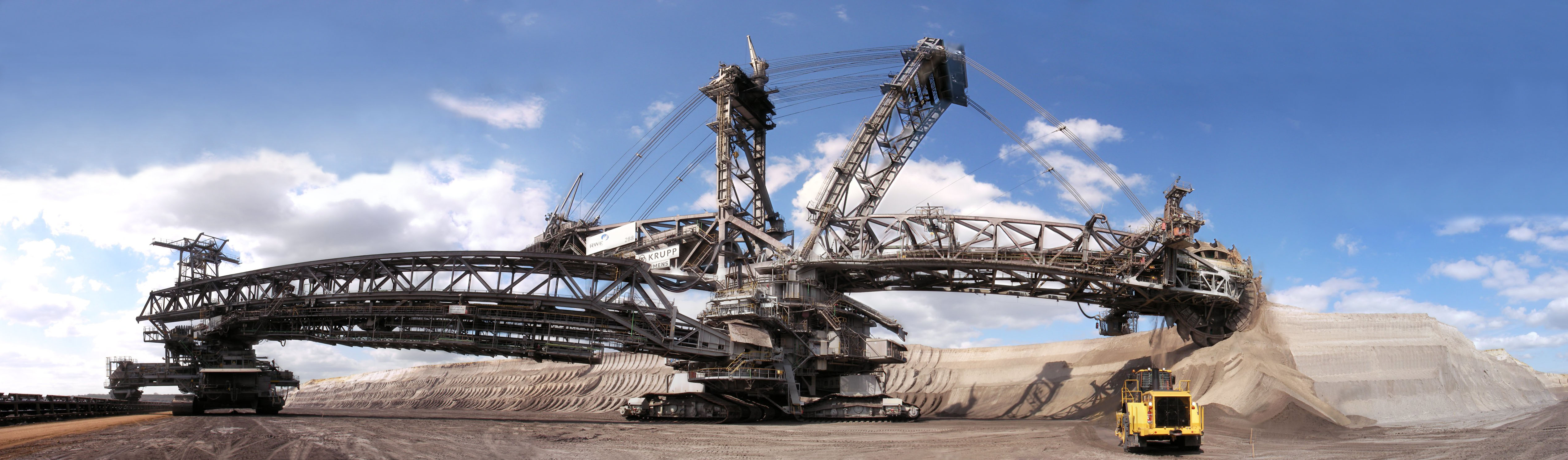
Bagger 288

Bagger 288 (Excavator 288) este un echipament minier construit de compania germană Krupp pentru firma de minerit și energie Rheinbraun. Când construcția sa a fost terminată în 1978, Bagger 288 a surclasat Crawler-Transporter-ul NASA, utilizat pentru transportarea Navetei spațiale și Apollo Saturn V la spațiul de lansare (el însuși fiind construit de compania producătoare de excavatoare Marion Power Shovel Company), devenind cel mai mare vehicul terestru din lume la acel moment, cu 13.500 tone.

## Parametri
| Masa                                   | 13500 tone                                                                         |
| Lungimea                               | 240 metri                                                                          |
| Înălțimea                              | 96 metri                                                                           |
| Lățimea                                | 46 metri                                                                           |
| Număr de șenile                        | 12                                                                                 |
| Lățimea fiecărei șenile                | 3,8 metri                                                                          |
| Presiunea exercitată asupra pământului | 17,1 N/cm²                                                                         |
| Viteza maximă                          | 0,6 km/h                                                                           |
| Unghiul maxim de înclinație a pantei   | 1:18                                                                               |
| Motoare                                | 16 a câte 1031 KWt fiecare                                                         |
| Putere                                 | 16,5 MWt                                                                           |
| Diametrul căușului rotativ             | 21,6 m                                                                             |
| Numărul de căușuri                     | 18                                                                                 |
| Volumul unui căuș                      | 6,6 m³                                                                             |
| Viteza de rotație                      | 48 de rotații pe minut                                                             |
| Raza de lucru                          | 100 m                                                                              |
| Productivitate                         | 10.000 m³ de material per oră                                                      |
| Echipaj                                | 4 persoane (doi excavatoriști, coordonator de conveiere rulante și șef de echipaj) |